# پیچ

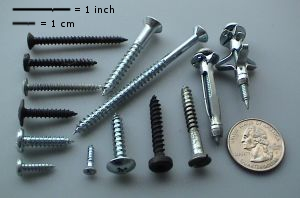
تعدادی از انواع پیچ خودکار (Screw) در مقایسه با یک سکه ۲۵ سنتی (به قطر ۲۴ میلی‌متر).

پیچ (به انگلیسی: Screw یا Bolt) نوعی روش و وسیله برای اتصال است، که به صورت مارپیچی رزوه شده و معمولاً از جنس فلز می‌باشد. اگرچه در زبان فارسی فقط از واژه «پیچ» برای انواع این وسیله استفاده می‌شود، در زبان انگلیسی معمولاً بین Screw و Bolt تفاوت قائل می‌شوند.

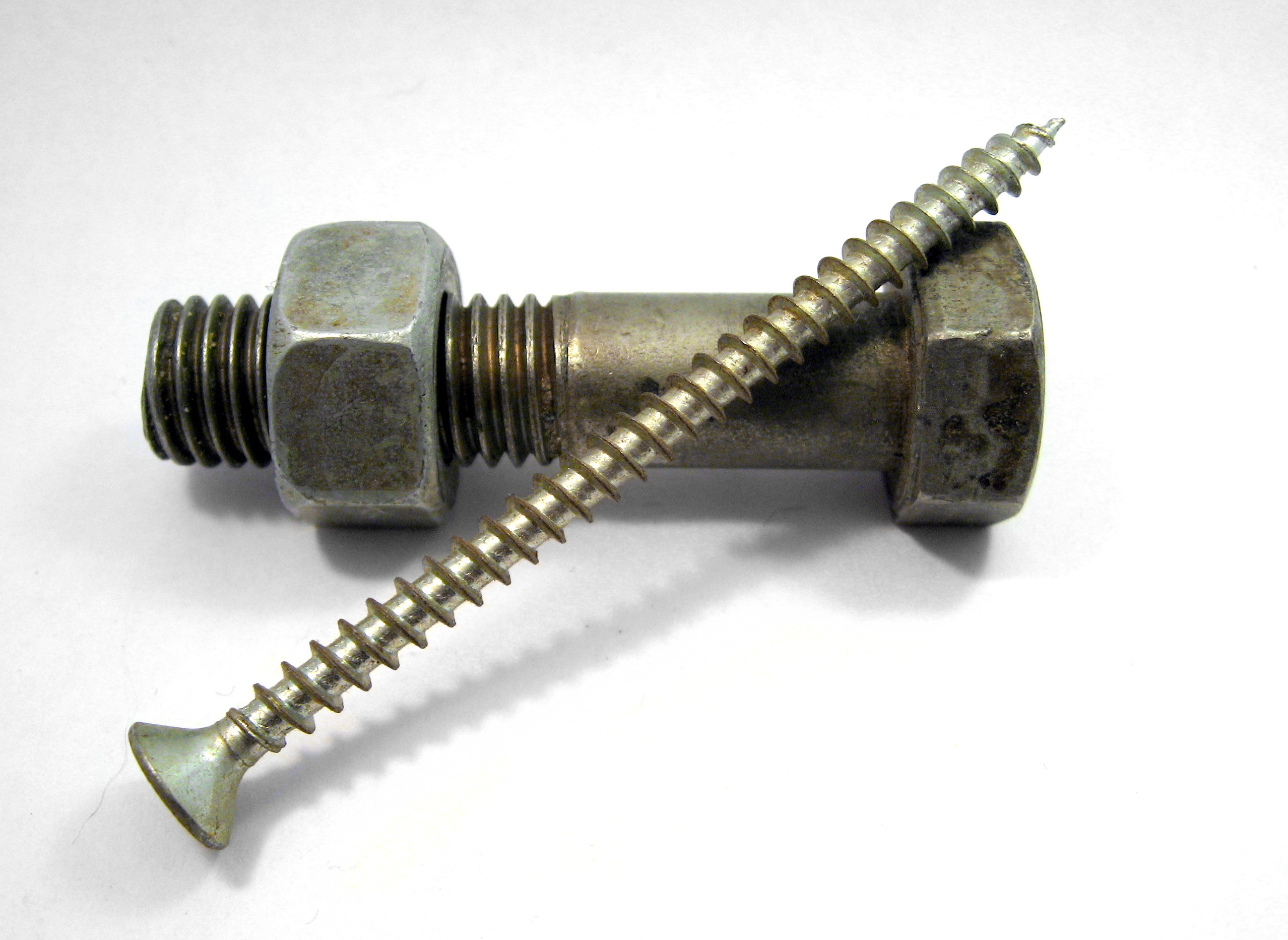
یک پیچ و مهره (Bolt) و یک پیچ خودکار (Screw)

با اینکه هیچ تفاوت پذیرفته شده جهانی بین Screw و Bolt وجود ندارد، اما معمولاً منظور از Bolt پیچ‌هایی است که از داخل یک سوراخ عبور کرده و از طرف دیگر توسط یک مهره محکم می‌شود، در حالیکه منظور از Screw پیچ‌هایی است که معمولاً فاقد مهره بوده و به صورت خودتراش بسته می‌شود و اغلب در اتصال با چوب یا پلاستیک از آن استفاده می‌شود. در زبان فارسی گاهی به Screw، پیچ خودکار نیز گفته می‌شود.
از این قطعات کاربردی با نام اتصالات پیچی یا اتصالات پیچ و مهره ای نیز استفاده می شود.
به قسمت آچارخور یا سر پیچ در اصطلاح گل پیچ گفته می شود. طیف گسترده‌ای از پیچ نظیر سر شش گوش، استاد بولت، آلن، هرز گرد، سر مته ای، اتاقی، استوانه ای، سر خزینه، خروسکی، چوب، ام دی اف، سر چهار گوش و غیره وجود دارد.
یکی از انواع پرکاربرد پیچ‌ها پیچ متری می‌باشد که در واقع میلگردی تمام رزوه و فاقد گل است و در صنایع گوناگون مورد استفاده قرار می‌گیرد. ابعاد این پیچ‌ها از چند سانتی‌متر تا چند متر (حداکثر ۶متر) می‌تواند باشد و در گریدها و پوشش‌های مختلف با توجه به استانداردهای جهانی موجود قابل تولید است.

## انواع رزوه پیچ
نوع خط الراس‌های حلزونی یا نوع رزوه به صورت رزوه مثلثی، رزوه مربعی، رزوه ذوزنقه‌ای و رزوه نیم دایره‌ای و غیره می‌باشد که سطح استوانه پیچ را احاطه کرده‌است.
رزوه‌ها به دو روش ایجاد می‌شوند:
ایجاد رزوه با روش رولینگ (بدون براده برداری)
ایجاد رزوه با روش براده برداری (حدیده/ ماشین کاری)
رزوه نوع مثلثی یکی از رایجترین و پرکاربردترین نوع رزوه می‌باشد. رزوه مثلثی با زاویه ۵۵ درجه (Whitworth - BSW) و زاویه ۶۰ درجه (ISO) تولید می‌شود.

## انواع پیچ‌های A325
پیچ‌های A325 به موادی که در ساخت آنها استفاده می‌شود، بستگی دارد. استاندارد فعلی در حال حاضر برای دو مورد تعریف شده‌است، اما قبلاً هر سه مورد زیر را تعریف می‌کرد:
نوع ۱: فولاد با کربن متوسط یا آلیاژِی از فولاد و برون با کربن متوسط.
نوع ۲: فولاد مارتنزیتی با کربن کم (در سال ۱۹۹۱ از استاندارد خارج شد).
نوع ۳: فولاد هوازدگی، فولادهایی که مقاومت بیشتری در برابر خوردگی دارند. مانند کورتن.
نسخه T نیز وجود دارد که برای اشاره به پیچ‌های تمام رزوه استفاده می‌شود.

## تاریخچه پیچ
در حالی که فرضیه‌های جدید، پیچ ارشمیدس (که نوعی پمپ برای انتقال آب و به شکل پیچ بوده) را به سِناخِریب یا سن‌ناشریب (۷۴۵–۶۸۱ پیش از میلاد)، پادشاه آشور نسبت می‌دهند، یافته‌های باستان‌شناسی و شواهد تصویری تنها در دوره هلنی ۱پدیدار می‌شوند و نظرات متداول هم بر یونانی بودن اختراع مذکور تأکید دارد و احتمالاً مربوط به قرن سوم قبل از میلاد و توسط ارشمیدس می‌باشد. اگرچه آن مستندات شبیه یک پیچ است اما در معنای معمول کلمه یک پیچ نیست.
پیچ بعدها توسط ریاضی‌دان یونانی آرشیتاس تارنتوم توصیف شد (۳۵۰–۴۲۸ قبل از میلاد). تا قرن اول قبل از میلاد، پیچ‌های چوبی عموماً در مناطق مدیترانه ایی برای صنایعی نظیر روغن‌گیری و شراب‌سازی به کار می‌رفت. از پیچ‌های فلزی به عنوان وسیله‌ای برای بستن اتصالات به دلیل کمیاب بودن کمتر در اروپای قبل از قرن ۱۵ استفاده می‌شد.
رایبنسکی۲ اشاره می‌کند که پیچ‌های چرخشی در قرون وسطی وجود داشته‌اند، اگرچه احتمالاً تا سال ۱۸۰۰ کاربرد گسترده ایی نداشته‌اند.
انواع اتصالات (از جمله میخ و خار، چفت و بست و زبانه‌ها و…) با شکل‌های متنوع خود، تا قبل از گسترش پیچ‌های چرخشی بیشتر در نجاری و آهنگری کاربرد داشته‌اند تا در ماشین آلات صنعتی. همچنین پیش از اواسط قرن ۱۹، چفت‌هایی با خار و پرچ، در کشتی‌سازی به کار می‌رفتند.
پیچ فلزی تا زمانی که ابزار ماشینی برای تولید انبوه تا پایان قرن ۱۸ گسترش نیافته بود، به عنوان بست کاربرد عمومی پیدا نکرده بود. این پیشرفت در دهه ۱۷۶۰ و ۱۷۷۰ توسط دو رویداد جداگانه که به سرعت با هم پیوند خوردند، شکوفا شد. اولین رویداد، تولید انبوه پیچ‌های چوب (به معنای پیچ‌های فلزی برای اتصال چوب) جهت امور تخصصی، تک منظوره و ماشین‌های تولید با ظرفیت بالا و کم هزینه بود و دیگری تولید پیچ در مدل‌های متنوع (با توجه به نیاز روزانه در ماشین آلات صنعتی) بود.
اولین اتفاق توسط برادران وایت (ژاب و ویلیام) در استافورد شایر بریتانیا رخ داد؛ که در ۱۷۶۰ دستگاهی را که امروزه ممکن است ما آن را به عنوان دستگاه تولید پیچ اولیه و ابتدایی بشناسیم، به ثبت رساندند. این دستگاه برای تبدیل پیچ‌های هرز به پیچ‌های مطلوب استفاده می‌شد و شیار آن توسط یک سوهان چرخنده، زمانی که محور اصلی ساکن بود بریده می‌شد. اما تا سال ۱۷۷۶ برادران وایت موفق به راه‌اندازی کارخانه پیچ چوب نشدند. تجارت آن‌ها با شکست مواجه شد اما مالکان جدید به آن رونق بخشیدند و در سال ۱۷۸۰، آن‌ها روزانه ۱۶۰۰۰ پیچ در روز تنها توسط ۳۰ کارگر، تولید می‌کردند. نوعی از تولید صنعتی با خروجی زیاد که امروزه به تولید مدرن شهرت دارد ولی در زمان خود یک انقلاب محسوب می‌شد.
در سال ۱۷۷۷ ابزار ساز انگلیسی جسی رامزدرن در حال کار برای حل مشکل بریدن پیچ، اولین دستگاه تراشکاری پیچ را به صورت موفقیت‌آمیزی اختراع کرد. مهندس انگلیسی به نام هنری مادسلای (۱۸۳۱–۱۷۷۱) با توسعه دستگاه تراشکاری پیچ خود در بین سال‌های (۱۸۰۰–۱۷۹۷) به شهرت رسید که شامل سه جزء اساسی پیچ سربی، بخش تنظیم برش و سیستم زنجیری چرخ دنده بود که همگی به نحوی مناسب برای ماشین‌های صنعتی مورد استفاده قرار گرفتند. او توانست بین اختراع برادران وایت و رامزدرن نوعی یکپارچگی که برای تولید پیچ چوب به کار می‌رفتند به وجود آورد. این تصور که جیمز ناسمیث آنچه را که مادسلای اختراع کرده بود همگانی کرده‌است اشتباه است. اگرچه دستگاه تراشکاری وی به محبوبیت آن کمک کرده‌است.
این پیشرفت‌ها در بین سال‌های ۱۸۰۰–۱۷۶۰ توسط برادران وایت و مادسلای به موضوعی قابل بحث در بین صنعتگران بزرگ به دلیل افزایش قابل توجه اتصالات پیچی تبدیل شد. یکسان‌سازی شکل‌های پیچ تقریباً بلافاصله شروع شد اما به سرعت تکمیل نشد. پیشرفت‌های بعدی برای تولید انبوه در طول قرن ۱۹ با کاهش قیمت این پیچ‌ها ادامه یافت. به‌طوری‌که با گسترش و توسعه دستگاه تراشکاری در سال ۱۸۴۰ و دستگاه‌های اتوماتیک پیچ در سال ۱۸۷۰ به طرز قابل توجهی از هزینه تولید اتصالات پیچی توسط ماشین‌های تولید اتوماتیک کاسته شد.
در طول قرن ۱۹متداول‌ترین شکل‌های سرپیچ (مدل پیچ‌های نوک تیز) پیچ‌های چاک دار، مربعی و شش گوش بودند. تراشیدن این مدل‌ها راحت و به اندازه کافی نیز کاربری داشتند. رابینسکی اختراعات زیادی در رابطه با پیچ‌های نوک تیز انجام داد اما به دلیل مشکلات و هزینه بالا در آن زمان به ثبت نرسید. در ۱۹۰۸ رابرتسون کانادایی، اولین کسی بود که پیچ آلنی را با طراحی درست و عملکرد واقعی با قالب‌گیری فلز سرد به اندازه مناسب به جای اینکه با قیچی بریده شود یا در جاهای ناخواسته قرار بگیرد تولید کرد (با ابعاد و زوایای تیزتر و باریک‌تر) که سرش به آسانی اما دقیق کوبیده می‌شد. در سال ۱۹۱۱ پیچ شش گوش تولید شد. در اوایل سال ۱۹۳۰ پیچ چهارسو خور (Phillips-head) توسط هنری فیلیپ اختراع شد.
استاندارد ISO تولید پیچ در اواخر سال ۱۹۴۰ برای بهبود فرم‌های تولید پیچ طراحی شد.
همچنین در پایان لازم است ذکر شود که یکی از پیشرفت‌های فنی قابل توجه که منجر به انقلاب صنعتی در اواخر قرن نوزدهم گردید استفاده از پیچ‌های مناسب برای کنترل و حفظ تعادل اجسام به جای چفت و بست کردن و اتصالات غیراصولی بود. پیچ‌ها انواع مختلفی دارند ولی دو نوع ساده و زاویه دار آن (conical) بیشتر مورد استفاده قرار می‌گیرند.

## تاریخچه پیچ و مهره در ایران
قدمت پیچ و مهره در ایران نزدیک به یک قرن می‌باشد ولی از سال۱۳۲۰ رسمیت پیدا کرده‌است. از جمله بنیان‌گذاران صنف پیچ و مهره در ایران می‌توان به آقای ابوالفتاح اعتصامی اشاره نمود که نسبتی هم با شاعره پر آوازه ایران خانم پروین اعتصامی داشته و نزدیک به ۷۰ سال پیش در این صنف فعالیت داشتند و خدمات بسیار شایانی هم از خود به جای گذاشتند.
اولین بار در سال ۱۳۳۳ دستگاه‌های تولید پیچ و مهره توسط شخصی به نام آقای ارجمند وارد ایران شد. در آن زمان پیچ و مهره به صورت پرسی و پرچ تولید می‌شد و با این کیفیتی که الان در بازار موجود است وجود نداشت. قبل از تشکیل اتحادیه‌ها ابتدا پیچ و مهره، یراق آلات و ابزار با هم به صورت صنف همگن فعالیت می‌کردند تا اینکه در سال ۱۳۵۱ با تشکیل اتحادیه ابزار، پیچ و مهره هم زیر مجموعه اتحادیه ابزار قرار گرفت. در ابتدای انقلاب اسلامی مجموعه۳۰–۲۵ واحد صنفی وجود داشت که در سال ۱۳۸۵ با تشکیل اتحادیه پیچ و مهره این رقم به ۳۰۰ واحد صنفی رسید و امروز نزدیک به ۸۰۰ واحد صنفی در تهران وجود دارد که تحت پوشش اتحادیه مذکور در توزیع این کالای حیاتی نقش بسزایی دارند.
میتوان بین کرد که امروزه از بزرگترین مراکز پخش پیچ و مهره در ایران منطقه میدان قزوین یا دروازه قزوین قدیم است که بالغ بر ده ها پاساژ و هزاران پخش کننده، تولید کننده و فروشگاه در این منطقه دایر است، همچنین اتحادیه پیچ و مهره فروشان نیز در این مکان واقع شده است.